# Kanton Levallois-Perret-Sud
Der Kanton Levallois-Perret-Sud war von 1967 bis 2015 ein französischer Wahlkreis im Arrondissement Nanterre, im Département Hauts-de-Seine und in der Region Île-de-France.
Der Kanton bestand aus Teilen der Stadt Levallois-Perret (Einwohner insgesamt 31.135, Stand 1. Januar 2012).

## Bevölkerungsentwicklung
| 1990   | 1999   | 2008   |
| ------ | ------ | ------ |
| 20.194 | 26.532 | 29.844 |